# Aaahh!!! Real Monsters (videojuego)
Aaahh!!! Real Monsters es un juego de plataformas de acción y aventuras desarrollado por Realtime Associates y publicado por Viacom New Media en 1995 para Sega Genesis y SNES basado en la serie animada del mismo nombre de Nickelodeon.

## Trama
Para graduarse de Monster Academy, tres jóvenes monstruos, Ickis, Oblina y Krumm, deben aprobar su examen parcial de Monster. En esta prueba, asustan a varias personas que su director, Gromble, les ordena que asusten para aprobar el examen.

## Como se juega
Jugando como Ickis, Oblina o Krumm, el jugador explora varios lugares recolectando elementos específicos y asustando a personas específicas que Gromble le indica al jugador. Los personajes comienzan en las alcantarillas y avanzan a través de niveles superiores al mundo humano. Los jugadores pueden cambiar entre cada personaje a voluntad y cada uno tiene su propia habilidad especial que a menudo puede usarse para resolver acertijos o superar obstáculos: Ickis puede volar por un corto tiempo, Oblina puede alcanzar salientes altos y Krumm puede escanear áreas fuera de la pantalla.
Los monstruos también pueden realizar movimientos en equipo, como apilarse uno encima del otro para alcanzar objetos que normalmente están fuera de su alcance. El arma principal de los personajes es la basura, que pueden arrojar a los enemigos. Recoger sacos de basura y espinas de pescado proporciona una cantidad limitada de munición más potente, triple basura y arroja tres trozos de basura a la vez. Coleccionar "Manuales de monstruos" les permite realizar un "susto" que derrota a cualquier enemigo en la pantalla, asustándolos para que corran para salvar sus vidas o quitándole una cierta cantidad de puntos de vida a la salud de un jefe. El objetivo del juego es terminar todos los niveles y encontrar todos los elementos para aprobar el examen, incluida la derrota de un jefe objetivo al final del nivel final sobre el suelo, siendo el jefe final, en la mayoría de los casos, el enemigo jurado de los monstruos., Simón el cazador de monstruos.

## Recepción
Al revisar la versión Super NES, Tommy Glide de GamePro llamó al juego "salto de plataforma común y corriente". Criticó el diseño de niveles, el desplazamiento entrecortado, los fondos débiles y los controles rígidos, y encontró que la música y los sonidos de alta calidad eran la única nota positiva. 